# Noressjön
Noressjön är en sjö i Ånge kommun i Medelpad och ingår i Delångersåns huvudavrinningsområde. Sjön har en area på 0,122 kvadratkilometer och ligger 378 meter över havet. Noressjön ligger i Spångmyran-Röjtjärnsmyran Natura 2000-område.

## Delavrinningsområde
Noressjön ingår i det delavrinningsområde (691338-151440) som SMHI kallar för Utloppet av Noressjön. Medelhöjden är 385 meter över havet och ytan är 1,12 kvadratkilometer. Räknas de 9 avrinningsområdena uppströms in blir den ackumulerade arean 34,84 kvadratkilometer. Oxsjöån som avvattnar avrinningsområdet har biflödesordning 2, vilket innebär att vattnet flödar genom totalt 2 vattendrag innan det når havet efter 139 kilometer. Avrinningsområdet består mestadels av skog (42 procent) och sankmarker (42 procent). Avrinningsområdet har 0,12 kvadratkilometer vattenytor vilket ger det en sjöprocent på 10,6 procent.